# 2021년 세계 조정 선수권 대회
제51회 세계 조정 선수권 대회는 국제 조정 연맹 (FISA) 주관으로 2021년 중화인민공화국 상하이에서 열릴 국제  조정 대회이다.